# 6260 Kelsey
A 6260 Kelsey (ideiglenes jelöléssel 1949 PN) a Naprendszer kisbolygóövében található aszteroida. Karl Wilhelm Reinmuth fedezte fel 1949. augusztus 2-án.